# Bitwa o Slim Buttes
Bitwa o Slim Buttes – starcie zbrojne, które miało miejsce w dniach 9–10 września 1876 roku na terenie Terytorium Dakoty pomiędzy armią amerykańską a Indianami z plemienia Miniconjou w czasie wojny o Góry Czarne. Bitwa była pierwszym zwycięstwem armii amerykańskiej po zdecydowanej porażce, jaką poniósł George Armstrong Custer w bitwie nad Little Bighorn w czerwcu tego roku.

## Tło konfliktu
Po porażce pod Little Bighorn generał Philip Sheridan wydał armii rozkaz zapędzenia Indian do rezerwatów. Generałowie Alfred Terry i George Crook podjęli pod koniec lata nieudaną pogoń za Indianami z plemion Lakotów i Szejenów. Kampania rozpoczęła się 5 sierpnia, a 10 sierpnia połączone siły, zostawiając za sobą tabory, ruszyły na wschód w kierunku Black Hills. Fatalne warunki pogodowe, błotnisty szlak oraz wycieńczenie ludzi i zwierząt spowodowały, że 18 sierpnia Terry zdecydował zawrócić do miejsca postoju. Crook kontynuował pościg, ale wkrótce zaczęło brakować mu żywności, w wyniku czego nakazał przejście na dwukrotnie mniejsze racje. Doszło do tego, że jego ludzie zaczęli zjadać swe muły i konie. Kolumna dowodzona przez kpt. Ansona Millsa została skierowana do Deadwood, osady górniczej w Black Hills po zaopatrzenie (zobacz w osobnym artykule Horsemeat March), a także z zadaniem znalezienia wioski Indian Miniconjou, którym przewodził American Horse.

## Bitwa
Wieczorem 8 września 1876 roku, w pobliżu dzisiejszej miejscowości Reva na Terytorium Dakoty, 150 żołnierzy Millsa z 3. pułku kawalerii otoczyło wioskę składającą się z 37 tipi i zaatakowało następnego ranka, zabijając każdego, kto stawił opór. Zaskoczeni Indianie uciekli, zostawiając śmiertelnie rannego wodza American Horse oraz piętnaścioro kobiet i dzieci. Mimo leczenia przez lekarza armijnego zmarli American Horse oraz dwie kobiety i dziecko. W wiosce znaleziono indiańskiego chłopca, który przespał ten pierwszy etap walki. Ci z Indian, którym udało się uciec, powiadomili natychmiast sąsiednie plemiona Sans Arc, Brulé i Szejenów, opowiadając Szalonemu Koniowi i innym wodzom, że zostali napadnięci przez 100–150 żołnierzy. Nie wiedzieli, że w tym samym czasie nadciągnęła główna część kolumny Crooka z artylerią i piechotą.
Szalony Koń na czele 600–800 wojowników szybko przebył 15-kilometrową drogę do wioski American Horse, położonej w niewielkiej dolinie pomiędzy wzgórzami. Ze wzniesienia zobaczył, że wioskę otaczają znacznie większe siły, niż się spodziewał. Wojownicy, usadowieni na szczytach wzgórz, otworzyli gwałtowny ogień, zmuszając Crooka do zajęcia pozycji obronnych wokół swych koni i mułów. Wkrótce potem generał kazał podpalić wioskę. Następnie rzucił naprzód tyralierę czterech kompanii piechoty, a za nią spieszonych kawalerzystów z trzech pułków. Po trwającej 45 minut wymianie ognia, tyralierzy zmusili większość wojowników do opuszczenia pozycji na szczytach. Kilku Dakotów utrzymało się jednak na swoich miejscach, przypuszczając nawet atak na linię spieszonych kawalerzystów 3. pułku, lecz zostali dość łatwo odparci.
Żołnierze zdobyli w wiosce 110 koni, jak również zapasy suszonego mięsa, które, na rozkaz Crooka, rozdzielono pomiędzy chorych i rannych mających zawrócić do bazy.
Dla kawalerzystów niewątpliwie ważnym wydarzeniem było znalezienie w wigwamach kilku przedmiotów zdobytych przez Indian nad Little Bighorn, w tym proporca kompanii I 7. pułku kawalerii, zakrwawionych rękawic zabitego kpt. Mylesa Keogha, wojskowych karabinów z amunicją i kilku mniej wartościowych drobiazgów.
10 września Crook wyprowadził swe wygłodzone wojsko ze spalonej wioski, kierując się w stronę Black Hills, gdzie spodziewał się spotkać kolumnę zaopatrzeniową. Indianie deptali wojsku po piętach, dopóki Crook nie dogonił wreszcie 15 września kolumny z zaopatrzeniem. Bitwa pod Slim Buttes kosztowała życie dwóch kawalerzystów i jednego cywilnego zwiadowcę Crooka, Charlesa „Buffalo Chips” White’a, a po stronie przeciwnej co najmniej 10 Indian.

## Po bitwie
Wojsko kontynuowało poszukiwania domniemanych indiańskich obozowisk. Większe starcia miały miejsce: 25 listopada, kiedy to kawaleria stoczyła potyczkę z wojownikami wodzów Dull Knife i Wild Hog nad Czerwonym Rozwidleniem rzeki Powder (tzw. Bitwa Tępego Noża) oraz 8 stycznia, kiedy to doszło do starcia z Szalonym Koniem w bitwie pod Wolf Mountain. Całe pasmo uderzeń prowadzonych na jesieni i zimą przekonało Dakotów i Szejenów o bezsensowności dalszego oporu. W maju 1877 roku Szalony Koń kapitulował w Forcie Robinson, a Siedzący Byk wyprowadził swoich ludzi do Kanady.
„Slim Buttes” znajdują się dziś na prywatnym terenie. Bitwę upamiętnia wzniesiony w pobliżu pomnik.